# Nurme (Muhu)
Nurme (Duits: Nurms) is een plaats in de Estlandse gemeente Muhu, provincie Saaremaa. De plaats heeft de status van dorp (Estisch: küla).

## Bevolking
Het dorp had 16 inwoners op 31 december 2011 en 18 inwoners op 31 december 2021.

## Geschiedenis
Nurme/Nurms werd in 1570 genoemd als centrum van een Wacke, een administratieve eenheid voor een groep boeren met gezamenlijke verplichtingen. Een dorp Nurms werd genoemd in 1626. In 1750 werd een landgoed Nurms afgesplitst van het landgoed Mohn-Großenhof (Suuremõisa). Zowel Mohn-Großenhof als Nurms was een kroondomein onder de Russische tsaar. Op het eind van de 19e eeuw werd het landgoed opgedeeld onder de boeren die erop werkten.
Tussen 1977 en 1997 maakte Nurme deel uit van het buurdorp Aljava.